# '39
Pistes de A Night at the Opera
You're My Best Friend Sweet Lady
'39 est une chanson du groupe Queen composée par Brian May, figurant en cinquième position de la première face de l'album A Night at the Opera paru en 1975, et en face B du single You're My Best Friend sorti l'année suivante.

## La chanson
'39 est une chanson country folk dont la simplicité de la production tranche avec le reste de l'album A Night at the Opera. Elle est composée par le guitariste Brian May qui en est également le chanteur principal. C'est la deuxième chanson du groupe où May tient ce rôle, tandis que le chanteur habituel Freddie Mercury et le batteur Roger Taylor chantent les chœurs.

## L'histoire
'39 raconte l'histoire de volontaires partis en l'an 39 – le siècle n'est pas précisé – explorer la voie lactée à la recherche d'un nouveau monde. Bien que, pour eux, leur voyage n'ait duré qu'un an, à leur retour ils se rendent compte que, sur leur planète d'origine, un siècle a passé. Ils sont donc de retour en cette même année 39 mais du siècle suivant.
Cette chanson a été inspirée à Brian May, alors doctorant en astrophysique (il obtiendra son doctorat après avoir soutenu sa thèse en 2007), par le paradoxe des jumeaux. Selon les lois de la relativité restreinte, une personne se déplaçant à une vitesse proche de celle de la lumière verrait le temps se dérouler plus lentement pour elle que pour ses proches restés sur Terre à cause du phénomène de dilatation du temps.

## Crédits
- Brian May : chant principal, guitare à douze cordes, guitare électrique et chœurs
- Freddie Mercury : chœurs
- Roger Taylor : grosse caisse, tambourin et chœurs
- John Deacon : contrebasse